# Hromivka, Prîazovske
Hromivka (în ucraineană Громівка) este un sat în comuna Novospaske din raionul Prîazovske, regiunea Zaporijjea, Ucraina.

## Demografie
Componența lingvistică a localității Hromivka
     Rusă (71,43%)
     Ucraineană (28,57%)
Conform recensământului din 2001, majoritatea populației localității Hromivka era vorbitoare de rusă (71,43%), existând în minoritate și vorbitori de ucraineană (28,57%).